# Min far Toni Erdmann
 Min far Toni Erdmann (originaltittel Toni Erdmann) er en tysk/østrigsk film fra 2016, instrueret af Maren Ade, som også står for manuskriptet og er medproducent. Hovedrollerne spilles af Peter Simonischek og Sandra Hüller.
Filmen havde premiere ved Filmfestivalen i Cannes og har modtaget adskillige priser. Filmen blev tillige nomineret til en Oscar for bedste fremmedsprogede film. I Danmark blev filmen set 105.649 personer - et usædvanligt stort publikumstal for en tysk-sproget film.

## Handling
Winfried Conradi er en fraskilt musiklærer, en slags overvintret hippie med forkærlighed for at lave skæve numre med folk, herunder at optræde i forklædninger. Da hans elskede hund dør, beslutter han sig for at genoptage kontakten med sin datter, Ines, som gør karriere i forretningslivet. Hun er udstationeret i Bukarest for at arbejde med et projekt i olieindustrien, et arbejde der optager hende fuld ud og ikke giver plads til hendes familie, mindst til faderen.
Spontant rejser Winfried til Bukarest, hvor han giver sig at vente på Ines i en kontorbygning. Efter adskillige timers venten dukker hun op i selskab med en gruppe kunder. Winfried ifører sig i spøg solbriller og falske tænder, nærmer sig skjult bag en avis datteren, som først ignorerer ham men senere inviterer ham med til en forretningsreception på den amerikanske ambassade.
Her møder de Henneberg, som er chef for et tysk olieselskab, som Ines ønsker at indgå en samarbejdskontrakt med. Hun prøver desperat at få Hennebergs opmærksomhed, mens han på sin side synes mere interesseret i at tale med hendes fader. Winfried fortæller Henneberg, at han har hyret en erstatningsdatter, fordi Ines altid har for travlt til at være sammen med ham. Til Ines' overraskelse inviterer Henneberg dem på bar, hvor han igen overser hende for at lave skæg med faderen.
Efter nogle dage kæmper Ines og Winfried fortsat med at finde ud af det med hinanden. Da hun sover over sig og kommer for sent til en forretningsaftale, bebrejder hun faderen for ikke at have vækket hende. Fremmedgjort og uønsket tager faderen en taxa til lufthavnen. Ines fortsætter uanfægtet sit arbejde. Nogen tid efter har hun aftalt at mødes med nogle pigevenner på en bar, hvor en mand henvender sig og præsenterer sig selv som Toni Erdmann. Høfligt inddrager vennerne den maskerede Erdmann i samtalen, og han fortæller, at han er personlig coach for en ven i Bukarest, hvis skildpaddes begravelse han er i byen for at tage del i. Ines har gennemskuet faderen men lader som ingenting.
Stigende frustreret og utilfreds med sit arbejde og privatliv mødes Ines jævnligt med ”Erdmann” i fritiden. Først vred på faderen, som hun mener forsøger at ødelægge hende, men får efterhånden øjnene op for værdien af, at han tager del i hendes tilværelse og går med på hans ”Erdmann”-leg. Han går i byen med Ines og hendes kolleger og deltager i et forretningsmøde. Til gengæld tager han datteren med til et påskegilde hos en rumænsk familie, hvor han lokker hende til modstræbende og komisk at optræde med Whitney Houstons ”Greatets Love of All”, hvorefter hun brat forlader festen.
I sin lejlighed forbereder Ines en forretningsfrokost i anledning af sin fødselsdag. Under omklædning hører hun det ringer på døren, og nøgen lukker hun op og fortæller spontant de ankommende, at fødselsdagen er et nøgen-party. Nogle går forarget derfra, mens andre smider tøjet. Festen bliver mere og mere pinlig og akavet, Winfried dukker op iført en uhyggelig kukeri-dyremaske, og da han senere forlader de skræmte festdeltagere, følger Ines med ham hen til en park, hvor far og datter omsider nyder et øjebliks nærhed.
Måneder senere er Ines i Tyskland til sin bedstemors begravelse. Her fortæller hun, at hun forlader sit job i Bukarest for snart at tiltræde en stilling i Singapore. Under en leg i haven med bedstemoderens sjove hatte reflekterer Ines og Winfried over lykken.